# Fès (prefektur)
Fès (arabiska: إقليم فاس ,فاس, franska: Préfecture de Fès) är en prefektur i Marocko.   Den ligger i regionen Fès-Meknès, i den nordöstra delen av landet, 180 km öster om huvudstaden Rabat. Antalet invånare är 975 507.